# フリードリヒ・フランツ4世 (メクレンブルク＝シュヴェリーン大公)
フリードリヒ・フランツ4世（Friedrich Franz IV., 1882年4月9日 - 1945年11月17日）は、メクレンブルク＝シュヴェリーン大公国の大公（在位：1897年 - 1918年）、およびメクレンブルク＝シュトレーリッツ大公国の摂政（在位：1918年）。

## 来歴
1882年4月9日、フリードリヒ・フランツ3世とその妃であったロシア大公ミハイルの娘アナスタシア（1860年 - 1922年）の長男としてパレルモで生まれた。1897年に父フリードリヒ・フランツ3世が死去したことを受けて大公位に即くが、幼少のため1901年まで叔父のヨハン・アルブレヒトが摂政を務めた。1918年には、メクレンブルク＝シュトレーリッツ大公アドルフ・フリードリヒ6世が自殺したため摂政に指名された。同年ドイツ革命が勃発すると、11月14日（ドイツ皇帝ヴィルヘルム2世のオランダ亡命から4日後）に退位を宣言し、デンマークへ移住した。その後、1945年11月17日にフレンスブルクで死去した。

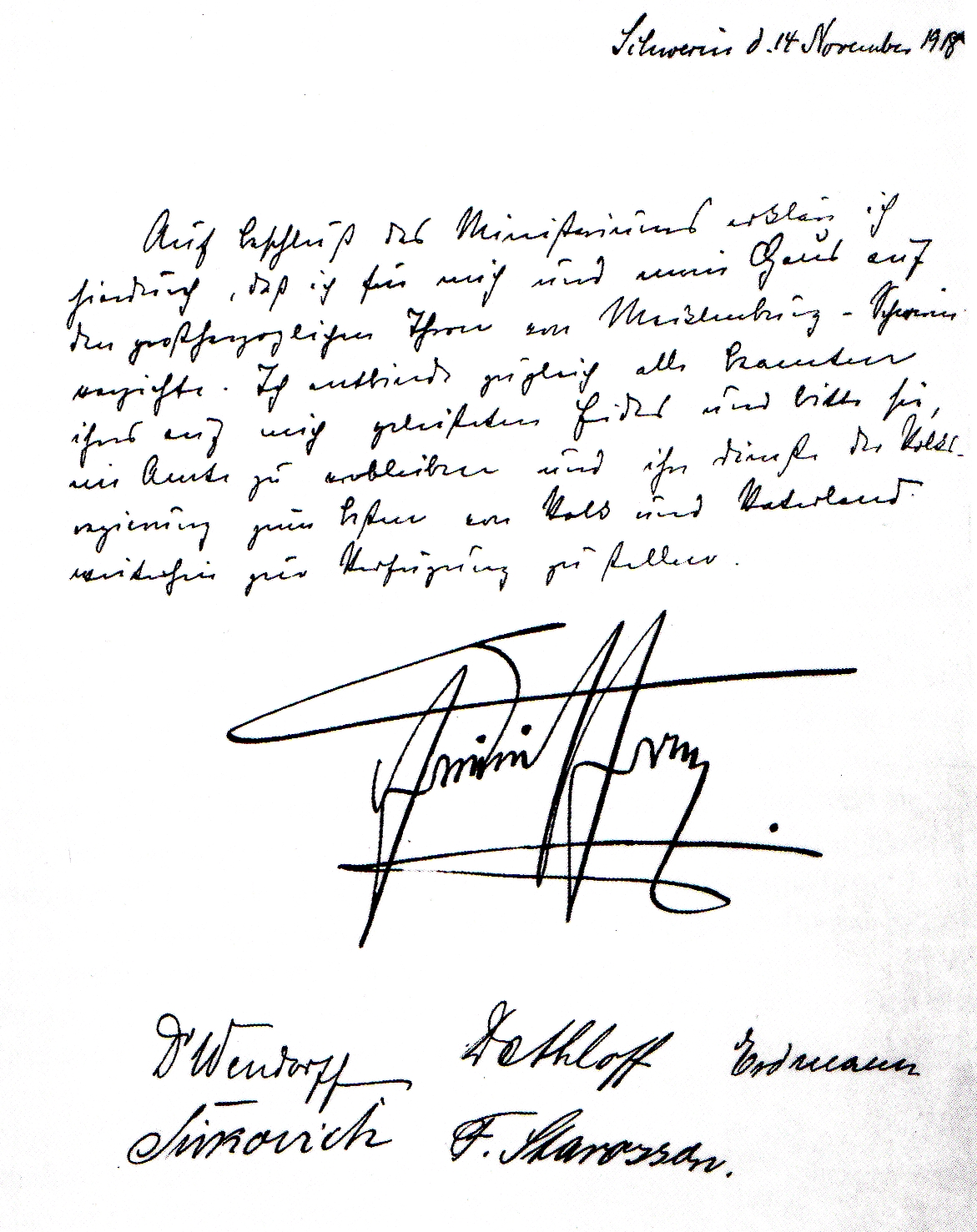
フリードリヒ・フランツ4世の退位宣言書（1918年11月14日付）

## 結婚と子女
フリードリヒ・フランツ4世は1904年に元ハノーファー王太子エルンスト・アウグストの娘アレクサンドラと結婚した。彼女との間には以下の2男3女をもうけた。長男のフリードリヒ・フランツは子供がおらず、次男クリスティアン・ルートヴィヒには娘しかいなかったため、メクレンブルク＝シュヴェリーン大公家の男系は2001年に断絶した。
- フリードリヒ・フランツ・ミヒャエル・ヴィルヘルム・ニコラウス・フランツ＝ヨーゼフ・エルンスト・アウグスト・ハンス （1910年 - 2001年） - 大公世子
- クリスティアン・ルートヴィヒ・エルンスト・マクシミリアン・ヨハン・アルブレヒト・アドルフ・フリードリヒ （1912年 - 1996年）
- オルガ（1916年 - 1917年）
- ティーラ・アナスタージア・アレクサンドリーネ・マリー＝ルイーゼ・オルガ・ツェツィーリエ・シャルロッテ・エリーザベト・エンマ （1919年 - 1981年）
- アナスタージア・アレクサンドリーネ・ツェツィーリエ・マリー＝ルイーゼ・ヴィルヘルミーネ （1922年 - 1979年）